# خوان سيباستيان غوميز
خوان سيباستيان غوميز (بالإسبانية: Juan Sebastián Gómez) مواليد 5 مارس 1992 في بوغوتا، هو لاعب كرة مضرب كولومبي. شارك في الألعاب الأولمبية الصيفية للشباب في سنة 2010 ونجح في تحقيق الميدالية الذهبية.

## الميداليات
| الميدالية | المسابقة                              |
| --------- | ------------------------------------- |
| ذهبية     | الألعاب الأولمبية الصيفية للشباب 2010 |

## روابط خارجية
- خوان سيباستيان غوميز على موقع رابطة محترفي التنس (الإنجليزية)
- خوان سيباستيان غوميز على موقع الاتحاد الدولي لكرة المضرب (الإنجليزية)
- خوان سيباستيان غوميز على موقع خلاصة التنس.كوم (الإنجليزية)
- خوان سيباستيان غوميز على موقع اللجنة الأولمبية الدولية (الإنجليزية)
- خوان سيباستيان غوميز على موقع أوليمبيديا (الإنجليزية)